# El Karimia
El Karimia là một đô thị thuộc tỉnh Chlef, Algérie. Dân số thời điểm năm 2002 là 25.06 người.